# Sei Šónagon
Sei Šónagon (asi 966 – 1017 či 1025) byla japonská básnířka a dvorní dáma období Heian. Proslula svou sbírkou úvah a deníkových záznamů známých jako Důvěrné sešity (枕草子; Makura no sóši). Založila tím v japonské literatuře žánr zvaný zuihicu (črty, zápisky). Psala také básně žánru tanka.
O jejím životě je známo jen málo, s výjimkou toho, co lze nalézt v její knize. Byla dcerou Motosukeho Kijohary, učence a známého básníka žánru waka. Její dědeček Fukajabu Kijohara byl také básník waka. Rodina patřila mezi dvořany střední úrovně a měla finanční potíže. Provdala se ve věku 16 let za vládního úředníka Norimicua Tačibanu a porodila mu syna Norinagu. V roce 993 začala sloužit císařovně Teiši, manželce císaře Ičidžóa, jako dvorní dáma. Ve věku 27 let se patrně rozvedla. Když skončilo zákonné porozvodové moratorium, mohla se oženit s guvernérem provincie Seccu Munejem Fudžiwarou. Měla s ním dceru. Jiné zdroje ovšem tvrdí, že se po rozvodu stala buddhistickou jeptiškou. Neexistují žádné informace o jejím životě po roce 1017. Je známa její rivalita se spisovatelkou a básnířkou Šikibu Murasaki, autorkou Příběhu prince Gendžiho, která sloužila císařovně Šóši, druhé Ičidžóově manželce-císařovně.
Její kniha poznámek existovala několik stovek let jen v ručních opisech, poprvé byla vytištěna v 17. století. Existuje několik jejích verzí, které se liší uspořádáním dochovaných textů a mírou akceptování pravděpodobných pozdějších přípisků. Dvě nejrespektovanější verze jsou nazývány Sankanbon a Nóinbon. Zápisky jsou vtipné, lehké, zachycují řadu dvorských klepů a záměrně se vyhýbají vážným a tragickým tématům (včetně smrti císařovny Teiši, jinak hlavní hrdinky knihy). Krom toho kniha obsahuje řadu rad, zejména, jak psát dopisy. Předpokládá se, že byla dokončena někdy mezi lety 1001 a 1010.
V současné české literatuře inspirovala forma zuihicu vznik knihy Zápisky z bezčasí.